# Mednarodna hokejska liga 2002/03
Mednarodna hokejska liga 2002/03 je bila četrta sezona Mednarodne hokejske lige. Naslov prvaka je osvojil klub Alba Volán Székesfehérvár, ki je v finalu premagal HK Jesenice. 

## Redni del

### Lestvica
| Poz | Klub                      | OT | TOČ | Z (ZP) | P (PP) | PG | DG | GR  |
| --- | ------------------------- | -- | --- | ------ | ------ | -- | -- | --- |
| 1   | Alba Volán Székesfehérvár | 16 | 39  | 13 (0) | 3 (0)  | 67 | 32 | +35 |
| 2   | HK Jesenice               | 16 | 37  | 12 (0) | 4 (1)  | 68 | 32 | +36 |
| 3   | HDD Olimpija Ljubljana    | 16 | 35  | 12 (1) | 4 (0)  | 54 | 27 | +27 |
| 4   | Dunaújvárosi Acélbikák    | 16 | 29  | 10 (2) | 6 (1)  | 58 | 39 | +19 |
| 5   | HKM Zvolen                | 16 | 26  | 9 (1)  | 7 (0)  | 51 | 39 | +12 |
| 6   | HK Slavija                | 16 | 18  | 6 (1)  | 10 (1) | 37 | 46 | -9  |
| 7   | KHL Medveščak             | 16 | 13  | 4 (0)  | 12 (1) | 26 | 66 | -40 |
| 8   | HK Vojvodina Novi Sad     | 16 | 10  | 3 (0)  | 13 (1) | 35 | 79 | -44 |
| 9   | HK Bled                   | 16 | 9   | 3 (0)  | 13 (0) | 34 | 70 | -36 |

### Statistika

#### Najboljši strelci
| Poz | Igralec             | Klub                      | OT | G  | A  | TOČ | KM | +/- |
| --- | ------------------- | ------------------------- | -- | -- | -- | --- | -- | --- |
| 1   | Krisztián Palkovics | Alba Volán Székesfehérvár | 16 | 17 | 9  | 26  | 0  | +28 |
| 2   | Balázs Ladányi      | Dunaújvárosi Acélbikák    | 16 | 14 | 11 | 25  | 22 | +3  |
| 3   | Tomaž Razingar      | HK Jesenice               | 16 | 13 | 12 | 25  | 10 | +28 |
| 4   | Pavol Fedor         | Alba Volán Székesfehérvár | 16 | 8  | 11 | 19  | 47 | +13 |
| 5   | Dejan Varl          | HK Jesenice               | 16 | 8  | 9  | 17  | 51 | +15 |
| 6   | Toni Tišlar         | HK Bled                   | 16 | 9  | 7  | 16  | 34 | -5  |
| 7   | Péter Erdősi        | Dunaújvárosi Acélbikák    | 16 | 7  | 9  | 16  | 6  | +13 |
| 8   | Luka Žagar          | HDD Olimpija Ljubljana    | 15 | 6  | 10 | 16  | 45 | +14 |
| 9   | Peter Rožič         | HDD Olimpija Ljubljana    | 16 | 8  | 7  | 15  | 26 | +6  |
| 10  | Martin Pirnat       | HK Bled                   | 16 | 6  | 9  | 15  | 12 | -9  |

#### Najboljši vratarji
| Poz | Igralec         | Klub                      | OT | OMIN | SNG | US  | PG | OUS   | GNT  | TBG |
| --- | --------------- | ------------------------- | -- | ---- | --- | --- | -- | ----- | ---- | --- |
| 1   | Robert Kristan  | HDD Olimpija Ljubljana    | 13 | 785  | 374 | 355 | 19 | 94,92 | 1,45 | 3   |
| 2   | Krisztián Budai | Alba Volán Székesfehérvár | 12 | 678  | 314 | 293 | 21 | 93,31 | 1,86 | 2   |
| 3   | Tamás Halmosi   | Dunaújvárosi Acélbikák    | 5  | 310  | 124 | 115 | 9  | 92,74 | 1,74 | 0   |
| 4   | Luka Simčič     | HK Slavija                | 11 | 650  | 336 | 311 | 25 | 92,56 | 2,31 | 3   |
| 5   | Matuš Filo      | HKM Zvolen                | 11 | 622  | 259 | 239 | 20 | 92,28 | 1,93 | 2   |
| 6   | Gaber Glavič    | HK Jesenice               | 16 | 965  | 386 | 354 | 32 | 91,71 | 1,99 | 2   |
| 7   | Gergely Bernei  | Alba Volán Székesfehérvár | 6  | 280  | 122 | 111 | 11 | 90,98 | 2,36 | 0   |
| 8   | Matej Mišič     | HK Bled                   | 12 | 565  | 376 | 340 | 36 | 90,43 | 3,82 | 0   |
| 9   | Jaroslav Ferjo  | Dunaújvárosi Acélbikák    | 11 | 664  | 261 | 232 | 29 | 88,89 | 2,62 | 1   |
| 10  | Tihomir Zečević | HK Vojvodina Novi Sad     | 13 | 546  | 335 | 295 | 40 | 88,06 | 4,40 | 1   |

## Končnica
- -po kazenskih strelih.

### Polfinale

#### Dunaújvárosi Acélbikák - Alba Volán Székesfehérvár
| 14. februar 2003 | Dunaújvárosi Acélbikák | 2:3 | Alba Volán Székesfehérvár | Dunaújvárosi Jégcsarnok, Dunaújváros |

| Poročilo tekme | Poročilo tekme | Poročilo tekme | Poročilo tekme | Poročilo tekme |
| -------------- | -------------- | -------------- | -------------- | -------------- |
|                |                | (0-2,1-0,1-1)  |                |                |

| 16. februar 2003 | Alba Volán Székesfehérvár | 4:4* | Dunaújvárosi Acélbikák | Ledena dvorana, Székesfehérvár |

| Poročilo tekme | Poročilo tekme | Poročilo tekme    | Poročilo tekme | Poročilo tekme |
| -------------- | -------------- | ----------------- | -------------- | -------------- |
|                |                | (1-1,2-1,0-2,1-0) |                |                |

#### HDD Olimpija Ljubljana - HK Jesenice
| 14. februar 2003 | HDD Olimpija Ljubljana | 4:1 | HK Jesenice | Hala Tivoli, Ljubljana |

| Poročilo tekme | Poročilo tekme | Poročilo tekme | Poročilo tekme | Poročilo tekme |
| -------------- | -------------- | -------------- | -------------- | -------------- |
|                |                | (2-1,1-0,1-0)  |                |                |

| 16. februar 2003 | HK Jesenice | 5:1* | HDD Olimpija Ljubljana | Dvorana Podmežakla, Jesenice |

| Poročilo tekme | Poročilo tekme | Poročilo tekme    | Poročilo tekme | Poročilo tekme |
| -------------- | -------------- | ----------------- | -------------- | -------------- |
|                |                | (1-0,0-0,3-1,1-0) |                |                |

### Za razvrstitev

#### HK Vojvodina Novi Sad - HKM Zvolen
| 14. februar 2003 | HK Vojvodina Novi Sad | 2:2 | HKM Zvolen | Sportski centar, Vojvodina |

| Poročilo tekme | Poročilo tekme | Poročilo tekme | Poročilo tekme | Poročilo tekme |
| -------------- | -------------- | -------------- | -------------- | -------------- |
|                |                | (2-0,0-1,0-1)  |                |                |

| 16. februar 2003 | HKM Zvolen | 4:2 | HK Vojvodina Novi Sad | Zimný štadión, Zvolen |

| Poročilo tekme | Poročilo tekme | Poročilo tekme | Poročilo tekme | Poročilo tekme |
| -------------- | -------------- | -------------- | -------------- | -------------- |
|                |                | (2-0,1-1,1-1)  |                |                |

#### KHL Medveščak - HK Slavija
| 14. februar 2003 | KHL Medveščak | 4:6 | HK Slavija | Dom Športova, Zagreb |

| Poročilo tekme | Poročilo tekme | Poročilo tekme | Poročilo tekme | Poročilo tekme |
| -------------- | -------------- | -------------- | -------------- | -------------- |
|                |                | (3-4,1-1,0-1)  |                |                |

| 16. februar 2003 | HK Slavija | 8:2 | KHL Medveščak | Dvorana Zalog, Ljubljana |

| Poročilo tekme | Poročilo tekme | Poročilo tekme | Poročilo tekme | Poročilo tekme |
| -------------- | -------------- | -------------- | -------------- | -------------- |
|                |                | (0-1,2-0,6-1)  |                |                |

### Za tretje mesto
| 21. februar 2003 | Dunaújvárosi Acélbikák | 6:3 | HDD Olimpija Ljubljana | Dunaújvárosi Jégcsarnok, Dunaújváros |

| Poročilo tekme | Poročilo tekme | Poročilo tekme | Poročilo tekme | Poročilo tekme |
| -------------- | -------------- | -------------- | -------------- | -------------- |
|                |                | (1-0,3-0,2-3)  |                |                |

| 23. februar 2003 | HDD Olimpija Ljubljana | 1:3 | Dunaújvárosi Acélbikák | Hala Tivoli, Ljubljana |

| Poročilo tekme | Poročilo tekme | Poročilo tekme | Poročilo tekme | Poročilo tekme |
| -------------- | -------------- | -------------- | -------------- | -------------- |
|                |                | (0-1,1-0,0-2)  |                |                |

### Za peto mesto
| 21. februar 2003 | HK Slavija | ?:? | HKM Zvolen | Dvorana Zalog, Ljubljana |

| Poročilo tekme | Poročilo tekme | Poročilo tekme | Poročilo tekme | Poročilo tekme |
| -------------- | -------------- | -------------- | -------------- | -------------- |
|                |                |                |                |                |

| 23. februar 2003 | HKM Zvolen | ?:? | HK Slavija | Zimný štadión, Zvolen |

| Poročilo tekme | Poročilo tekme | Poročilo tekme | Poročilo tekme | Poročilo tekme |
| -------------- | -------------- | -------------- | -------------- | -------------- |
|                |                |                |                |                |

### Za sedmo mesto
| 21. februar 2003 | HK Vojvodina Novi Sad | 2:1 | KHL Medveščak | Sportski centar, Vojvodina |

| Poročilo tekme | Poročilo tekme | Poročilo tekme | Poročilo tekme | Poročilo tekme |
| -------------- | -------------- | -------------- | -------------- | -------------- |
|                |                | (0-1,2-0,0-0)  |                |                |

| 23. februar 2003 | KHL Medveščak | 3:1 | HK Vojvodina Novi Sad | Dom športova, Zagreb |

| Poročilo tekme | Poročilo tekme | Poročilo tekme | Poročilo tekme | Poročilo tekme |
| -------------- | -------------- | -------------- | -------------- | -------------- |
|                |                |                |                |                |

### Finale
| 21. februar 2003 | HK Jesenice | 2:4 | Alba Volan Székesfehérvár | Dvorana Podmežakla, Jesenice |

| Poročilo tekme | Poročilo tekme | Poročilo tekme | Poročilo tekme | Poročilo tekme |
| -------------- | -------------- | -------------- | -------------- | -------------- |
|                |                | (0-1,1-0,1-3)  |                |                |

| 23. februar 2003 | Alba Volan Székesfehérvár | 2:2 | HK Jesenice | Ledena dvorana, Székesfehérvár |

| Poročilo tekme | Poročilo tekme | Poročilo tekme | Poročilo tekme | Poročilo tekme |
| -------------- | -------------- | -------------- | -------------- | -------------- |
|                |                | (1-1,1-0,0-1)  |                |                |